# Stopień (geografia)
Stopień geograficzny jest to jednostka do pomiaru kątów pomiędzy równikiem a równoleżnikiem przechodzącym przez dany punkt na Ziemi (tylko szerokość geograficzna), lub południkiem zerowym a południkiem przechodzącym przez dany punkt na Ziemi (tylko długość geograficzna).
Na powierzchni Ziemi odcinek jednego stopnia geograficznego równa się 111 196,672 m wzdłuż każdego południka i tyle samo po obwodzie równika. Im dalej od równika na północ lub południe, tym odcinek stopnia kątowego po obwodach kolejnych równoleżników jest mniejszy, a na samych biegunach geograficznych odcinek ten skraca się do zera.
1 stopień = 60 minut = 3600 sekund = 216 000 tercji = 12 960 000 kwart
czyli
 1° = 60′ = 3600″ = 216 000‴ = 12 960 000⁗

W przeliczeniu na czas słoneczny 1 stopień – 4 minuty

15 stopni – 1 godzina